# Den Gyldne Palme
Den Gyldne Palme eller Guldpalmen, på fransk Palme d'Or (betyder 'den gyldne palme') er en international filmpris, der uddeles hvert år på filmfestivalen i Cannes.
Det er hovedprisen på filmfestivalen, som har været afholdt siden 1946. Prisen hed Grand Prix indtil 1955, hvor Guldpalmen fik sit nuværende navn, samt igen mellem 1964 og 1974. Dette navn bruges nu om den næstfineste pris på filmfestivalen.
I folkemunde omtales prisen ofte fejlagtigt i flertalsformen "de gyldne palmer".

## Danske guldpalmevindere
- 2000 – Dancer in the Dark af Lars von Trier
- 1992 – Den gode vilje af Bille August
- 1988 – Pelle Erobreren af Bille August
- 1946 – De røde enge af Bodil Ipsen & Lau Lauritzen junior

## Palme d'Or
Filmfestivalen i Cannes skulle efter planen have fundet sted for første gang i 1939, men blev aflyst på grund af 2. verdenskrig. På festivalen i 2002 blev syv film fra 1939 vist for en professionel filmjury, der valgte at hædre Cecil B. DeMilles film Union Pacific med Palme d'Or (Den Gyldne Palme).
| År   | Film                                                                                         | Instruktør                                         | Nationalitet af instruktør (da filmen blev udgivet) |
|      | Retrospektiv pris (1939)                                                                     |                                                    |                                                     |
| ---- | -------------------------------------------------------------------------------------------- | -------------------------------------------------- | --------------------------------------------------- |
| 1939 | Union Pacific                                                                                | Cecil B. DeMille                                   | *USA                                                |
|      | Grand Prix du Festival International du Film (1939-1954)                                     |                                                    |                                                     |
| 1946 | Forfulgt (Hets)                                                                              | Alf Sjöberg                                        | *Sverige                                            |
| 1946 | Forspildte dage                                                                              | Billy Wilder                                       | USA                                                 |
| 1946 | De røde enge                                                                                 | Bodil Ipsen og Lau Lauritzen Jr.                   | *Danmark                                            |
| 1946 | Det korte møde                                                                               | David Lean                                         | *Storbritannien                                     |
| 1946 | María Candelaria (María Candelaria (Xochimilco))                                             | Emilio Fernández                                   | *Mexico                                             |
| 1946 | Neecha Nagar (नीचा नगर)                                                                        | Chetan Anand                                       | *Indien                                             |
| 1946 | Velikij perelom (Великий перелом, Velikiy perelom)                                           | Fridrikh Ermler                                    | *USSR                                               |
| 1946 | Gertrude                                                                                     | Jean Delannoy                                      | *Frankrig                                           |
| 1946 | Die Letzte Chance                                                                            | Leopold Lindtberg                                  | *Schweiz                                            |
| 1946 | Muži bez křídel                                                                              | František Čáp                                      | *Tjekkoslovakiet                                    |
| 1946 | Rom, åben by (Roma, città aperta)                                                            | Roberto Rossellini                                 | *Italien                                            |
| 1947 | ingen pristager                                                                              | ingen pristager                                    | ingen pristager                                     |
| 1948 | ikke holdt                                                                                   | ikke holdt                                         | ikke holdt                                          |
| 1949 | Den Tredje Mand                                                                              | Carol Reed                                         | Storbritannien                                      |
| 1950 | ikke holdt                                                                                   | ikke holdt                                         | ikke holdt                                          |
| 1951 | Frøken Julie (Fröken Julie)                                                                  | Alf Sjöberg                                        | Sverige                                             |
| 1951 | Miracolo a Milano                                                                            | Vittorio De Sica                                   | Italien                                             |
| 1952 | Othello                                                                                      | Orson Welles                                       | USA                                                 |
| 1952 | Due soldi di speranza                                                                        | Renato Castellani                                  | Italien                                             |
| 1953 | Frygtens pris (Le salaire de la peur)                                                        | Henri-Georges Clouzot                              | Frankrig                                            |
| 1954 | Ingen kan tvinge et hjerte (地獄門, Jigokumon)                                               | Teinosuke Kinugasa                                 | *Japan                                              |
|      | Palme d'Or (1955-1963)                                                                       |                                                    |                                                     |
| 1955 | Marty                                                                                        | Delbert Mann                                       | USA                                                 |
| 1956 | Den tavse verden (Le monde du silence)                                                       | Jacques-Yves Cousteau og Louis Malle               | Frankrig                                            |
| 1957 | Folket i den lykkelige dal                                                                   | William Wyler                                      | USA                                                 |
| 1958 | Tranerne flyver forbi (Летят журавли, Letyat zhuravli)                                       | Mikhail Kalatosov                                  | USSR                                                |
| 1959 | Sort karneval (Orfeu Negro)                                                                  | Marcel Camus                                       | Frankrig                                            |
| 1960 | Det søde liv (La Dolce Vita)                                                                 | Federico Fellini                                   | Italien                                             |
| 1961 | Une aussi longue absence                                                                     | Henri Colpi                                        | Frankrig                                            |
| 1961 | Viridiana                                                                                    | Luis Buñuel                                        | Mexico                                              |
| 1962 | O Pagador de Promessas                                                                       | Anselmo Duarte                                     | *Brasilien                                          |
| 1963 | Leoparden (Il gattopardo)                                                                    | Luchino Visconti                                   | Italien                                             |
|      | Grand Prix du Festival International du Film (1964-1974)                                     |                                                    |                                                     |
| 1964 | Pigen med paraplyerne (Les parapluies de Cherbourg)                                          | Frankrig                                           |                                                     |
| 1965 | "Det"…og hvordan man får det                                                                 | Richard Lester                                     | Storbritannien                                      |
| 1966 | Manden og kvinden (Un homme et une femme)                                                    | Claude Lelouch                                     | Frankrig                                            |
| 1966 | Mine damer og herrer (Signore e signori)                                                     | Pietro Germi                                       | Italien                                             |
| 1967 | Blowup                                                                                       | Michelangelo Antonioni                             | Italien                                             |
| 1968 | aflyst på grund af begivenhederne i maj 1968                                                 | aflyst på grund af begivenhederne i maj 1968       | aflyst på grund af begivenhederne i maj 1968        |
| 1969 | Hvis...                                                                                      | Lindsay Anderson                                   | Storbritannien                                      |
| 1970 | MASH                                                                                         | Robert Altman                                      | USA                                                 |
| 1971 | Sendebudet                                                                                   | Joseph Losey                                       | USA                                                 |
| 1972 | La classe operaia va in paradiso                                                             | Elio Petri                                         | Italien                                             |
| 1972 | Il caso Mattei                                                                               | Francesco Rosi                                     | Italien                                             |
| 1973 | Hyrechaufføren                                                                               | Alan Bridges                                       | Storbritannien                                      |
| 1973 | Scarecrow                                                                                    | Jerry Schatzberg                                   | USA                                                 |
| 1974 | Aflytningen                                                                                  | Francis Ford Coppola                               | USA                                                 |
|      | Palme d'Or                                                                                   |                                                    |                                                     |
| 1975 | Chronique des années de braise                                                               | Mohammed Lakhdar-Hamina                            | *Algeriet                                           |
| 1976 | Taxi Driver                                                                                  | Martin Scorsese                                    | USA                                                 |
| 1977 | Min fader, min herre                                                                         | Paolo Taviani og Vittorio Taviani                  | Italien                                             |
| 1978 | Træskotræet (L'albero degli zoccoli)                                                         | Ermanno Olmi                                       | Italien                                             |
| 1979 | Dommedag nu                                                                                  | Francis Ford Coppola                               | USA                                                 |
| 1979 | Bliktrommen (Die Blechtrommel)                                                               | Volker Schlöndorff                                 | *Vesttyskland                                       |
| 1980 | All That Jazz                                                                                | Bob Fosse                                          | USA                                                 |
| 1980 | Kagemusha – Krigerens Skygge (影武者)                                                        | Akira Kurosawa                                     | Japan                                               |
| 1981 | Jernmanden (Człowiek z żelaza)                                                               | Andrzej Wajda                                      | *Polen                                              |
| 1982 | Savnet                                                                                       | Costa-Gavras                                       | *Grækenland                                         |
| 1982 | Yol                                                                                          | Yılmaz Güney og Şerif Gören                        | *Tyrkiet                                            |
| 1983 | Balladen om Narayama (楢山節考 / Narayama bushikō)                                           | Shohei Imamura                                     | Japan                                               |
| 1984 | Paris, Texas [enstemmigt]                                                                    | Wim Wenders                                        | Vesttyskland                                        |
| 1985 | Milak - far er på forretningsrejse (Otac na službenom putu) [enstemmigt]                     | Emir Kusturica                                     | *SFR Jugoslavien                                    |
| 1986 | The Mission                                                                                  | Roland Joffé                                       | Storbritannien                                      |
| 1987 | Under satans sol (Sous le soleil de Satan) [enstemmigt]                                      | Maurice Pialat                                     | Frankrig                                            |
| 1988 | Pelle erobreren                                                                              | Bille August                                       | Danmark                                             |
| 1989 | sex, løgn og video                                                                           | Steven Soderbergh                                  | USA                                                 |
| 1990 | Vilde hjerter                                                                                | David Lynch                                        | USA                                                 |
| 1991 | Barton Fink [enstemmigt]                                                                     | Joel og Ethan Coen                                 | USA                                                 |
| 1992 | Den gode vilje (Den goda viljan)                                                             | Bille August                                       | Danmark                                             |
| 1993 | Farvel min konkubine (霸王別姬 / Bàwáng bié jī)                                              | Chen Kaige                                         | *Kina                                               |
| 1993 | The Piano                                                                                    | Jane Campion                                       | *New Zealand                                        |
| 1994 | Pulp Fiction                                                                                 | Quentin Tarantino                                  | USA                                                 |
| 1995 | Underground (Подземље, Podzemlje)                                                            | Emir Kusturica                                     | *FR Jugoslavien                                     |
| 1996 | Hemmeligheder og løgne                                                                       | Mike Leigh                                         | Storbritannien                                      |
| 1997 | Smagen af kirsebær (طعم گيلاس / Ta'm-e gīlās)                                                | Abbas Kiarostami                                   | *Iran                                               |
| 1997 | Ålen - The Eel (うなぎ, Unagi)                                                               | Shohei Imamura                                     | Japan                                               |
| 1998 | Evigheden og en dag (Μια αιωνιότητα και μια μέρα / Mia aio̱nióti̱ta kai mia méra) [enstemmigt] | Theo Angelopoulos                                  | Grækenland                                          |
| 1999 | Rosetta [enstemmigt]                                                                         | Luc og Jean-Pierre Dardenne                        | *Belgien                                            |
| 2000 | Dancer in the Dark                                                                           | Lars von Trier                                     | Danmark                                             |
| 2001 | Sønnens værelse (La stanza del figlio)                                                       | Nanni Moretti                                      | Italien                                             |
| 2002 | Pianisten (Pianista)                                                                         | Roman Polanski                                     | Polen                                               |
| 2003 | Elephant                                                                                     | Gus Van Sant                                       | USA                                                 |
| 2004 | Fahrenheit 9/11 [enstemmigt]                                                                 | Michael Moore                                      | USA                                                 |
| 2005 | Barnet (L'enfant)                                                                            | Luc og Jean-Pierre Dardenne                        | Belgien                                             |
| 2006 | The Wind That Shakes the Barley [enstemmigt]                                                 | Ken Loach                                          | *Irland                                             |
| 2007 | 4 måneder, 3 uger og 2 dage (4 luni, 3 săptămâni şi 2 zile)                                  | Cristian Mungiu                                    | *Rumænien                                           |
| 2008 | Klassen (Entre les murs) [enstemmigt]                                                        | Laurent Cantet                                     | Frankrig                                            |
| 2009 | Det hvide bånd (Das weiße Band, Eine deutsche Kindergeschichte)                              | Michael Haneke                                     | Østrig                                              |
| 2010 | Uncle Boonmee Who Can Recall His Past Lives (ลุงบุญมีระลึกชาติ / Lung Bunmi Raluek Chat)          | Apichatpong Weerasethakul                          | *Thailand                                           |
| 2011 | The Tree of Life                                                                             | Terrence Malick                                    | USA                                                 |
| 2012 | Amour (Amour)                                                                                | Michael Haneke                                     | Østrig                                              |
| 2013 | Adèles liv (Originaltitel: La Vie d'Adèle: Chapitres 1 et 2                                  | Abdellatif Kechiche                                | Frankrig · Tunesien                                 |
| 2014 | Vintersøvn (Originaltitel: Kış Uykusu)                                                       | Nuri Bilge Ceylan                                  | Tyrkiet                                             |
| 2015 | Dheepan                                                                                      | Jacques Audiard                                    | Frankrig                                            |
| 2016 | I, Daniel Blake                                                                              | Ken Loach                                          | Storbritannien                                      |
| 2017 | The Square                                                                                   | Ruben Östlund                                      | Sverige                                             |
| 2018 | Shoplifters                                                                                  | Hirokazu Kore-eda                                  | Japan                                               |
| 2019 | Parasite                                                                                     | Bong Joon-ho                                       | Sydkorea                                            |
| 2020 | Festivalen aflyst som følge af COVID-19 pandemien.                                           | Festivalen aflyst som følge af COVID-19 pandemien. | Festivalen aflyst som følge af COVID-19 pandemien.  |
| 2021 | Titane                                                                                       | Julia Ducournau                                    | Frankrig                                            |
| 2022 | Triangle of Sadness                                                                          | Ruben Östlund                                      | Sverige                                             |
| 2023 | Frit fald (Anatomie d'une chute)                                                             | Justine Triet                                      | Frankrig                                            |
| 2024 | Anora                                                                                        | Sean Baker                                         | USA                                                 |
| 2025 | It Was Just An Accident                                                                      | Jafar Panahi                                       | Iran                                                |